# Provincia Balıkesir
Provincia Balıkesir este o provincie a Turciei cu o suprafață de 14292 km², localizată lângă Marea Marmara și Marea Egee.

## Districte
Balıkesir este divizată în 19 districte (capitala districtului este subliniată): 
- Ayvalik
- Balıkesir
- Balya
- Bandırma
- Bigadiç
- Burhaniye
- Dursunbey
- Edremit
- Erdek
- Gömeç
- Gönen
- Havran
- İvrindi
- Kepsut
- Manyas
- Marmara
- Savaștepe
- Sındırgı
- Susurluk